# كسلا
15°27′N 36°24′E / 15.450°N 36.400°E

 كَسَلا مدينة تقع في شرق السودان على ارتفاع 496 متر (1627 قدم) فوق سطح البحر، وعلي بعد 480 كيلومتر (298 ميل) من العاصمة الخرطوم. وهي عاصمة ولاية كسلا، وتتميز بموقعها علي رأس دلتا نهر القاش وعلى سفوح كتلة جبلية تُعرف باسم جبال التاكا قريبة من الحدود الدولية بين السودان وأريتريا مما اكسبها أهمية اقتصادية واستراتيجية، وجعل منها قطباً حضرياً جذب العديد من الجماعات المهاجرة من أقاليم السودان المختلفة ومن البلدان المجاورة.

## أصل التسمية
أخذت مدينة التاكا هذا الاسم من خلال الجبل وهو باللغة البيجاوية )بني عامر واصل كلمة كسلا يعود للملكة الاثيوبية  كَسَلاَ (بفتح الكاف والسين) اسمها من «جبل كسلا» الذي يُعتَبَر من أهمّ المعالم الطوبوغرافية بالمنطقة، وهي إحدى العواصم الإقليمية القليلة التّي تحمل اسم ولايتها، إلا أن الروايات أختلفت في معنى اللفظ كسلا، فهناك من يقول بأن الكلمة ترادف بلغات البجة المختلفة، لفظ «مرحبا»، وهي أيضا تعني المكان «الظليل» بلغة قبيلة البلو او البلويت ومنهم الناتب والهدندوة، وهناك من يرى بأن اللفظ كسلا ما هو إلا تحريف للفظ «كَساي-ألا» بلغة البداويت المنتشرة في المنطقة، وتعني زوال ظل الجبل، ويعتقد البعض بأن الاسم مرتبط بزعيم حبشي هو كَساي لول، والذي شنّ حرباً على قبيلة الحلنقة وتعقبها إلى أن وصلت المنطقة التي تقوم عليها كسلا حيث دارت معركة نهائية وحاسمة بينه وبينها انتهت بمقتله في المكان الذي يسمى اليوم ربا كسلا.

## التاريخ

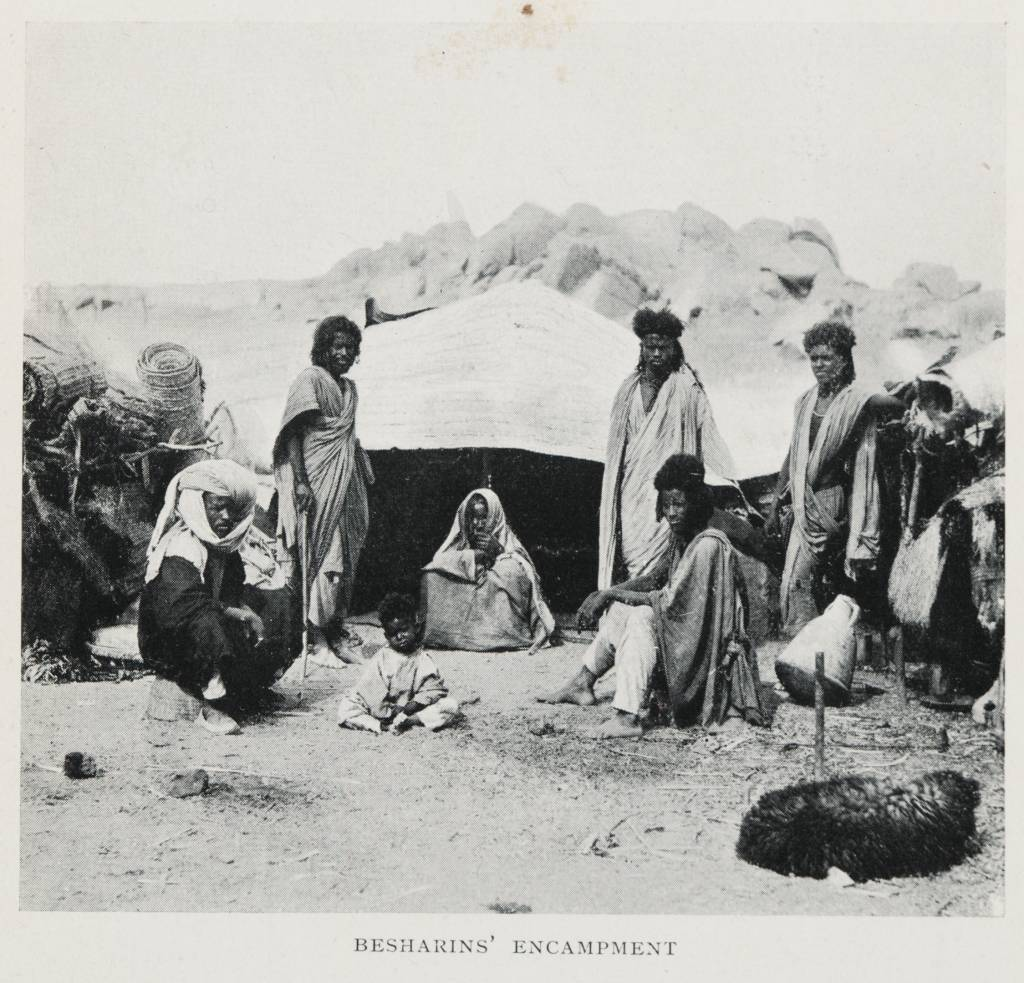
مخيم لبدو من البشاريين في عام 1906

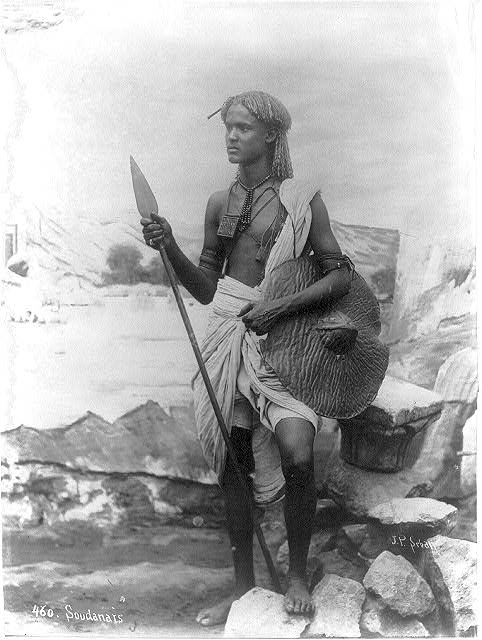
محارب قبلي من البجة في سنة 1920

### التاريخ القديم
دلت الاستكشافات والبحوث التي أجريت على قطع الفخار وغيرها من الآثار التي عثر عليها في المنطقة على أن المنطقة التي تقوم عليها كسلا الآن كانت على صلة وتبادل تجاري مع مصر والنوبة وبشكل خاص مع مملكة كرمة، وجنوب شبه الجزيرة العربية واكسوم في أوقات متفرقة.
ويرجع ظهور كسلا كمدينة تاريخية الي ما قبل 1636 م، فقد ورد اسم ساكنيها في كتاب صورة الأرض للعالم ابن حوقل وكذلك العالم ابن عبد الظاهر في كتابه «تشريف الأيام والعصور» وتحدث عن معارك قبيلة الحلنقة مع الجيش الذي أرسله السلطان المملوكي بمصر وعن مناطق القاش وجبال التاكا.

### حكم الفونج
ازدهرت منطقة كسلا الواقعة تحت سفح جبل اويتلا والذي كان محاطاً بسور تعرض للهدم من قبل جيوش مملكة الفونج، حيث دارت معركة كبرى في سنة 1656 م، عرفت بمعركة اويتلا، قاد مقاتلي المشيخة فيها الشيخ محمود بن عثمان. ومن تداعيات المعركة وقوع أبنته ريرة في الأسر والتي انتحرت لاحقاً في المنطقة المسماة حالياً باسمها، وخضعت كسلا لحكم مملكة سنار.

### العهد العثماني
اختارت جيوش الدولة العثمانية أثناء احتلالها للمنطقة وانتزاعها من حكام سنار سنة 1840 م، مدينة كسلا لتكون عاصمة لإقليم اطلقوا عليه اسم التاكا، وفي فترة السيطرة العثمانية للمدينة تم تشييد مباني المديرية وبعض المنازل الحكومية ومنطقة الحامية العسكرية، وأصبحت كسلا قاعدة تنطلق منها حملاتهم وغزواتهم العسكرية نحو المناطق المجاورة حتى داخل إريتريا الحالية لإخضاع قبائل هناك مثل البازا والباريا.

### ثورة الجهادية السود - مارس 1865
وفي العهد التركي شهدت كسلا سنة 1865م تمردا قام به افراد من الجنود السودانيين التابعين لحامية كسلا التركية المصرية عرف بثورة الجهادية السود وذلك بسبب تأخر صرف أجورهم ورواتبهم، ووفقاً للمؤرخ اللبناني نعوم شقير الذي رافق حملة كتشنر1896-1898م، فإن المتمردين رجعوا عن تمردهم بتدخل من السيد الميرغني، إلا أن قائد الحامية حاول الفتك بهم بعد عودتهم فهاجموا الفرقة المصرية فيها وقتلوا الضباط المصريين وانتشروا في المدينة ونهبوها.
جاءت رواية نعوم شقير لثورة الجهادية بكسلا في مارس 1865 مفصلة في ثمانية صفحات من كتابه «تاريخ وجغرافية السودان» احتوت على العديد من المعلومات ومنها أن حامية كسلا كان بها 4000 من الجهادية السود ومعهم ألف فرد من جنود الباشبوزق الأتراك والشايقية ووفقا لرواية شقير أن مدير مديرية كسلا، حاكمها العام، حبنئذ إبراهيم بك أدهم لم يقم بصرف الرواتب النقدية لأفراد وضباط الجهادية لفترة بلغت الستة أشهر ولذلك رفض الجهادية السود الإنصياع لأوامر الخروج في غزوة إلى جبال البارية والبازة وأعلنوا التمرد، فقام قائد الحامية بتسليح التجار المغاربة وأهالي المدينة ونشرهم على أسوار المدينة للدفاع عنها. وفي تلك الغضون قام السيد الحسن بن السيد محمد عثمان الميرغني بتوزيع كل ما كان في الحامية من نقود على الجهادية؛؛ «فأصاب كل منهم أربعة ريالات ثم عنفهم على مسلكهم وطلب منهم أن يرجعوا إلى كسلا فرضوا» حسبما ما ذكر في كتاب شقير واستطرد بأن قائد الحامية الجديد «حاول تدبير حيلة للقضاء على المتمردين فوجههم للميتكناب غير أنهم أدركوا أن في الأمر دسيسة فهجموا على ضباط الفرقة من المصريين وقتلوا أغلبهم وهاجموا البلدة ونهبوها ثم عادوا إلى كسلا. أخذت كسلا أهبة استعدادها لمواجهة هجوم الجهادية فأدخل الشايقية والمغاربة داخل السور ووضعا على الباب الغربي في برج الحلانقة وأمرا بضرب الجهادية عند وصولهم للمدينة. عندما أقدمت أورطة الجهادية جاءت سائرة بالنظام العسكري فأمر القائد بعدم التعرض لها غير أن أحد الضباط المصريين أطلق النار وقتل إثنين من أفراد الأورطة انتقاما لابن عمه الذي قتله الجهادية في تمردهم الأول. دخل الجهادية القشلاق هائجين وقاموا بقتل جميع الضباط المصريين وكان عددهم 26 ضابطا - انقسم الجهادية لأربع فرق حسب أجناسهم هي الدينكا والفور؛ والنوبة والمولدين وانتشروا في المدينة ينهبون ويسرقون.»
استنجد قائد كسلا بالخرطوم وكان أول مدد وصل إلى كسلا بقيادة علي كاشف الكردي ومعه أربعمائة من جنود الباشبوزق في نهاية يوليو 1865. ونهب الجهادية جمل أحد جنود علي كاشف وسلاحه فتدخل السيد حسن الميرغني وتمكن من استرداد الجمل والسلاح لكن الجهادية أنكروا قيامهم بنهب الذخيرة فهجم عليهم علي كاشف ودارت بينهما معارك قام الجهادية فيها باطلاق النار على المارة فحجز الناس أنفسهم في منازلهم لمدة 26 يوما. انتدب بعد ذلك الضابط السوداني آدم بك بن محمد ضو البيت وهو شيخ قبائل دار حامد بكردفان لوضع حد للتمرد. وعندما وصل حامد بك خاطب الجهادية واقنعه بالخروج من كسلا وبدا أنهم قد اطمأنوا إليه فخرجوا كما أمرهم إلى المنطقة بين جبلي كسلا ومكرام وقامو بتسليم اسلحتهم. كما وصل مدد آخر إلى كسلا تحت قيادة؛؛ جعفر باشا مظهر عن طريق سواكن، وقد قام جعفر باشا بتقسيم الجهادية إلى ثلاث فئات وحكم على الفئة الأولى التي بدأت بالثورة بالإعدام «فأوثقوهم وصفوهم على خندق حفروه لهم في سفح جبل مكرام وضربوهم بالرصاص فسقطوا في الخندق ثم ردموا الخندق فكان الردم تلا ظاهرا وهكذا انتهت ثورة الجهادية السود في كسلا بعد أن جرت الخراب على أهلها وضاع فيها الكثير من النفوس والأموال. ولم تكتف بهذه بل جرت وراءها ذيلا أي حمى وبائية نجمت عن فساد الهواء لكثرة القتلى فمات بها خلق كثير». قال شقير.

### ظهور الختمية
شهدت كسلا نمواً مضطرداً وإزدادت أهميتها بظهور قرية السنية (الختمية لاحقاً) المتاخمة لها تحت جبل كسلا عندما اختارت اسرة الميرغني مؤسس طائفة الختمية المدينة في عام 1840 م، لتكون مركزا لها ولنفوذها الروحي الممتد إلى أنحاء السودان المختلفة، مما أدى إلى هجرة كثير من سكان السودان إليها خاصة من المديرية الشمالية (ولاية نهر النيل والولاية الشمالية حالياً) إلى المنطقة واشتغلوا بالزراعة في دلتا نهر القاش.وقد استقبل الحلنقه الاستاذ محمد عثمان الميرغني الختم وكان شيخهم في حينها هو الشيخ يعقوب بن مالك بن الشيخ عبد الله ابورايات بن علي الحلنقي فقد كان سالكا في طريق القوم علي الطريقة القادرية العركية فعندما وفد الامام محمد عثمان الميرغني الختم تمت مبايعته علي الطريقة الختمية وبل ان الاستاذ الختم نزل عند شيخ الحلنقة في مسجدة وبيته تحت سفح جبل التاكا..لم تكن كسلا مركز حيويا للطريقة الختمية الا بعد وصول السيد الحسن بن مؤسس الطريقة الختمية من مدينة بارا في غرب السودان وكانت امه من هناك...فاختار المنطقة الحاليه وانشاء مسجده واقام الشعائر الدينية فيه وقد كان خليفته من أبناء الشيخ الحبيب فكي يعقوب الخليفة مالك ومن بعده اخوه الخليفة احمد..
ظهرت أهمية كسلا الاقتصادية في عام 1860 م، كسوق تجارية رئيسية ومركز تجميع وتوزيع للسلع والبضائع والتجارة العابرة للحدود بين السودان وإريتريا. وكان عمران المدينة حتى ذلك الوقت ينحصر في قرية الحلنقة التي تقع إلى جنوبها، وقرية الختمية في الجنوب الشرقي والتي تفصلها عنها أراض زراعية واسعة. وقد شهدت المدينة تطوراً كبيراً حتى أصبحت في عام 1880 م، أهم مدن السودان الشرقي بعد سواكن.

### المهدية
عندما أعلن الامام محمد احمد المهدي دعوته بأنه المهدي المنتظر رفض بعض مشايخ الطرق الصوفية في البداية الاعتراف بدعوته.راسل الإمام المهدي شيخ الطريقة الختمية السيد محمد عثمان (الاقرب) ابن الاستاذ الحسن أبو جلابية نجل مؤسس الطريقة الإمام محمد عثمان الميرغني الختم طالباً البيعة له والاعتراف بمهديته، لكن شيخ الختمية رفض البيعة، ولم يكن المهدي في تلك الأيام مهموماً بامر الختمية بقدرما ما كان يهمه التخلص من حاميات الغرب حتى يتسنى له التوجه الي مدينة الخرطوم حيث كان يتحصن حاكم عام السودان غوردون باشا. وبعد تحرير الخرطوم قرر المهدي غزو كسلا ولكنه توفي قبل تحقيق ذلك فقام خليفته عبدالله التعايشي تور شين، بارسال حملة إلى كسلا.وصمدت المدينة فقرر قائد الحملة مصطفي كافوت ومساعده وهدل علي استخدام المفاوضات كحيلة للإستيلاء على المدينة التي صمدت لأكثر من ستة شهور قاوم خلالها مقاتلو الختمية وحلفائهم من القبائل كالحلنقة والمهلتكناب والهدندوة وعندما جاء الجميع للمفاوضات من بينهم السيد محمد عثمان الاقرب وابن عمه السيد بكري الميرغني وقادة المهدية وبعض خلفاء الطريقة الختمية وبعض قادة الدولة المهدية صوب قائد المهدية مسدسه نحو شيخ الختمية ليطلق النار التي اصابت واحداً من اتباعه كان قد القى بسرعة بجسده علي الشيخ فيما تمكن الآخرون من الهروب واصيب السيد بكري في فخذه في تلك الواقعة [بحاجة لمصدر]. وقام خلفاء الطريقة الختمية بتهريب شيخهم محمد عثمان الاقرب وابن عمه بكري الميرغني إلى خارج المدينة ومعه عددمن خلفائه من بينهم الخليفة محجوب مالك، وفكي يعقوب والشيخ محمد ادريس الرباطابي والجعلي. واستولى مقاتلوا المهدية ععلى المدينة وبدأوا حملة ثأر ضد القبائل التي كانت حليفة للختمية [بحاجة لمصدر].

### الإحتلال الإيطالي
خضعت المدينة لسيطرة قوات المهدي بقيادة الأمير عثمان دقنة حتى عام 1894 حينما أحتلها الطليان بعد انتصارهم على الأنصار في معركة كسلا ثم انسحبوا منها في عام 1897م، إلا أن غزوهم الثاني الذي حدث إبّان الحرب العالمية الثانية هو الأكثر أهمية، فقد دخلوا المدينة علي حين غفلة من حامية الجيش البريطاني وقاموا باعتقال ناظر قبيلة الحلنقة لأنه كان يمثل الزعامة السياسية القبيلية في المنطقة فتم نفيه إلى مدينة عصب الاريترية. لم يستمر الطليان في حكم كسلا الا بعض سنين فقد تمكن البريطانون من اخراجهم منها وطاردوا فلولهم حتي وصلو إلى مشارف أسمرة العاصمة الاريترية ومقر القيادة الايطالية.[بحاجة لمصدر] وهناك رأي يقول بأن الطليان قاموا بتسليم المدينة للجيش البريطاني باتفاق مع حاكم عام السودان المصري الإنجليزي اللورد كتشنر.

### الحكم الثنائي
وقد ظهر في عام 1915م، إبان الحكم الثنائي البريطاني المصري للسودان بأنّ المدينة كانت مخططة ومنظمة مع وجود بقايا الأسوار القديمة. وبعد تراجع الطّابع العسكري واستتباب الأمن فيها أصبح يمتدّ حولها نطاقٌ أخضرٌ من الأشجار يُخفّف من حدّة الرّياح بدلاً من الأسوار التي كانت هي في حاجة إليها عند امتدادها في بداية نشأتها.

### الحرب الإيطالية الإثيوبية
انتعشت المدينة في فترة الحرب الأثيوبية الإيطالية بين عامي 1936 - 1939 م، وبدأت تشهد بداية لنهضة عمرانية، وذلك بإنشاء قنطرة تصل بين شرقي وغربي نهر القاش، حيث كانت تستخدم القوارب كوسيلةٍ للتنقل بين ضفتي النهر. وتمّ إنشاء حيّ (بانت) إلى الغرب من خط السكة الحديدية في الفترة نفسها.

### الحرب العالمية الثانية
عادت كسلا مرة أخرى إلى دائرة الأحداث الدولية خلال الحرب العالمية الثانية، عندما تقدمت في يوليو / تموز عام 1940 م، وحدة إيطالية تابعة لمستعمرة شرق أفريقيا الإيطالية من قواعدها في إريتريا نحو السودان الذي كان تحت سيطرة الحكم الثنائي المصري الإنجليزي. تمكنت الوحدة الإيطالية من دخول المدينة بعد انسحاب جنود الحامية البريطانية المكونة من لواء واحد. وفي منتصف يناير/ كانون الثاني 1941 م، انسحب الإيطاليون من كسلا تحت ضربات القوات الإنجليزية وعادت الحامية مجدداً إلى المدينة.

### التاريخ الحديث
بإستقلال السودان في عام 1956 م، إزدادت أهمية المدينة مرة أخرى ليس من الناحية العسكرية فحسب - حيث توجد فيها حامية عسكرية سودانية - بل من الناحية الاقتصادية والسياسية، فقد أفتتحت إثيوبيا قنصلية عامة فيها واستقبلت المدينة في فترات متعددة موجات متعاقبة من اللاجئين الإريتريين والإثيوبيين بما فيهم قادة سياسيين.

## الموقع وأهميته
المسافة بين كسلا وبعض المدن والبلدات
| البلدة/ المدينة | كيلو متر | ميل |
| --------------- | -------- | --- |
| أروما           | 49       | 30  |
| حلفا الجديدة    | 87       | 54  |
| بورتسودان       | 470      | 292 |
| القضارف         | 192      | 119 |
| تسني (إريتريا)  | 46       | 29  |
| نهر عطبرة       | 360      | 244 |

## الطوبغرافيا
تحتل مدينة كسلا حوضاً ضحلاً يرتفع تدريجيا في اتجاه الجانب الشرقي، وتقع المدينة تحت جبل كسلا البالغ ارتفاعه 851 متر تقريباً، وهو عبارة عن كتلة ضخمة من الصخور الجرانيتية الملساء ويمثل النهاية التضاريسية الشرقية للمدينة، بينما يقع جبل مكرام وجبل التاكا في الوسط وخلف المدينة مباشرة وجبال توتيل في الطرف. وينفصل جبل كسلا عن سلسلة التلال الأريترية شرقا بمسافة يبلغ عرضها حوالي 24 كيلومتر.

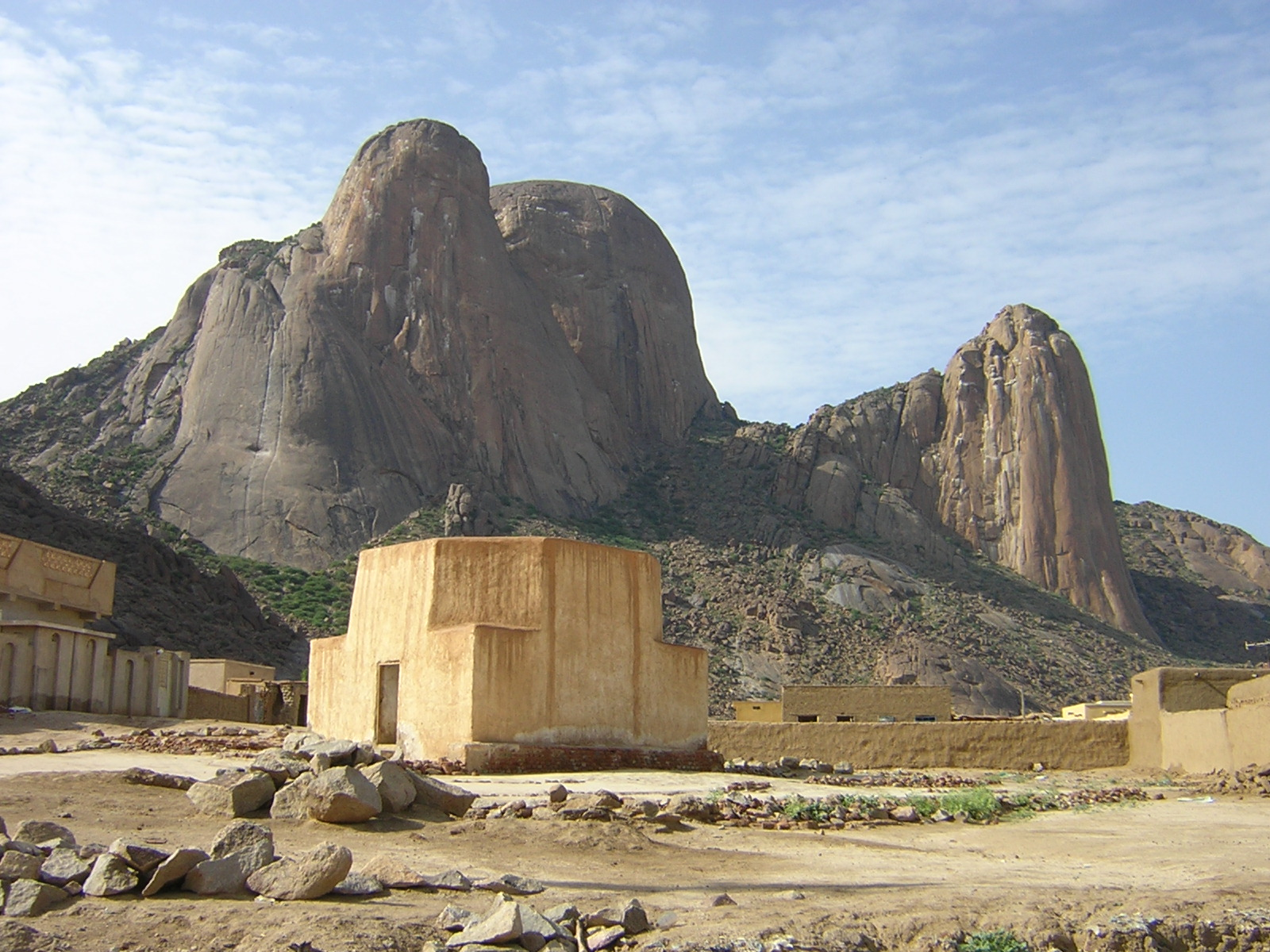
جبال التاكا من جهة توتيل

يقع في غربه نهر القاش، وهو مجرى موسمي يفيض بالمياه بين شهري يوليو / تموز وأكتوبر / تشرين الثاني، ثم يصبح وادياً جافاً من الرمال في بقية شهور العام. ويقع التجمع السكني للمدينة على الضفة الشرقية للنهر بعيداً عن أخطار الفيضانات التي تحدث دائما في اتجاه الغرب.

## المناخ
| البيانات المناخية لـكسلا     | البيانات المناخية لـكسلا | البيانات المناخية لـكسلا | البيانات المناخية لـكسلا | البيانات المناخية لـكسلا | البيانات المناخية لـكسلا | البيانات المناخية لـكسلا | البيانات المناخية لـكسلا | البيانات المناخية لـكسلا | البيانات المناخية لـكسلا | البيانات المناخية لـكسلا | البيانات المناخية لـكسلا | البيانات المناخية لـكسلا | البيانات المناخية لـكسلا |
| الشهر                        | يناير                    | فبراير                   | مارس                     | أبريل                    | مايو                     | يونيو                    | يوليو                    | أغسطس                    | سبتمبر                   | أكتوبر                   | نوفمبر                   | ديسمبر                   | المعدل السنوي            |
| ---------------------------- | ------------------------ | ------------------------ | ------------------------ | ------------------------ | ------------------------ | ------------------------ | ------------------------ | ------------------------ | ------------------------ | ------------------------ | ------------------------ | ------------------------ | ------------------------ |
| متوسط درجة الحرارة الكبرى °ف | 86                       | 88                       | 93                       | 99                       | 99                       | 97                       | 90                       | 88                       | 91                       | 95                       | 91                       | 88                       | 92                       |
| متوسط درجة الحرارة الصغرى °ف | 72                       | 73                       | 80                       | 84                       | 86                       | 86                       | 82                       | 79                       | 81                       | 82                       | 81                       | 73                       | 80                       |
| الهطول إنش                   | 0                        | 0                        | 0                        | 0.1                      | 0.4                      | 1.1                      | 3.4                      | 3.6                      | 1.7                      | 0.4                      | 0.1                      | 0                        | 10.8                     |
| متوسط درجة الحرارة الكبرى °م | 30                       | 31                       | 34                       | 37                       | 37                       | 36                       | 32                       | 31                       | 33                       | 35                       | 33                       | 31                       | 33                       |
| متوسط درجة الحرارة الصغرى °م | 22                       | 23                       | 26                       | 29                       | 30                       | 30                       | 28                       | 26                       | 27                       | 28                       | 27                       | 23                       | 27                       |
| الهطول مم                    | 0                        | 0                        | 0                        | 3                        | 11                       | 29                       | 86                       | 91                       | 43                       | 10                       | 2                        | 0                        | 275                      |
| المصدر: Weatherbase          |                          |                          |                          |                          |                          |                          |                          |                          |                          |                          |                          |                          |                          |

## الإدارة
كسلا محلية من محليات ولاية كسلا، وهي حاضرة الولاية وحاضرة المحلية.

## الأحياء السكنية
تاريخياً، تتكون كسلا من ثلاثة أحياء رئيسية كبيرة هي:
| 1) حي الختمية | 2) حي الميرغنية | 3) حي الحلنقة |

ويشكل كل من هذه الأحياء تجمعاً سكنياً يتكون من عدة أحياء أخرى صغيرة وحارات، إلى جانب أحياء وامتدادات جديدة.
| - حلة المقام - حلة كراي - حلة سلامة سيدي - حلة القوازة - حلة الضريح - حلة اليماني - حي قرع | - حي الرشيد - حي تسعجي - حلة الدومات - حي العامرية - حي الشهيد تاج السر علي حمد - حي السوريبا - الحلنقة الوسط - الحلنقة شمال | - البرنو - بير ياي - حي المدارس - اشلاق السجون - اشلاق الجيش - حلة جديد - حلة الهنود - حي غرب القاش |

إلى جانب هذه الأحياء توجد أحياء أخرى منها:
| - أبو خمسة - الثورة - الشعبية - مكرام - قصب | - المربعات - توتيل - السواقي الشمالية - الكرمتة | - حي السكة حديد - حي العمال - حي العرب - حي مستورة |

## النشاط الاقتصادي

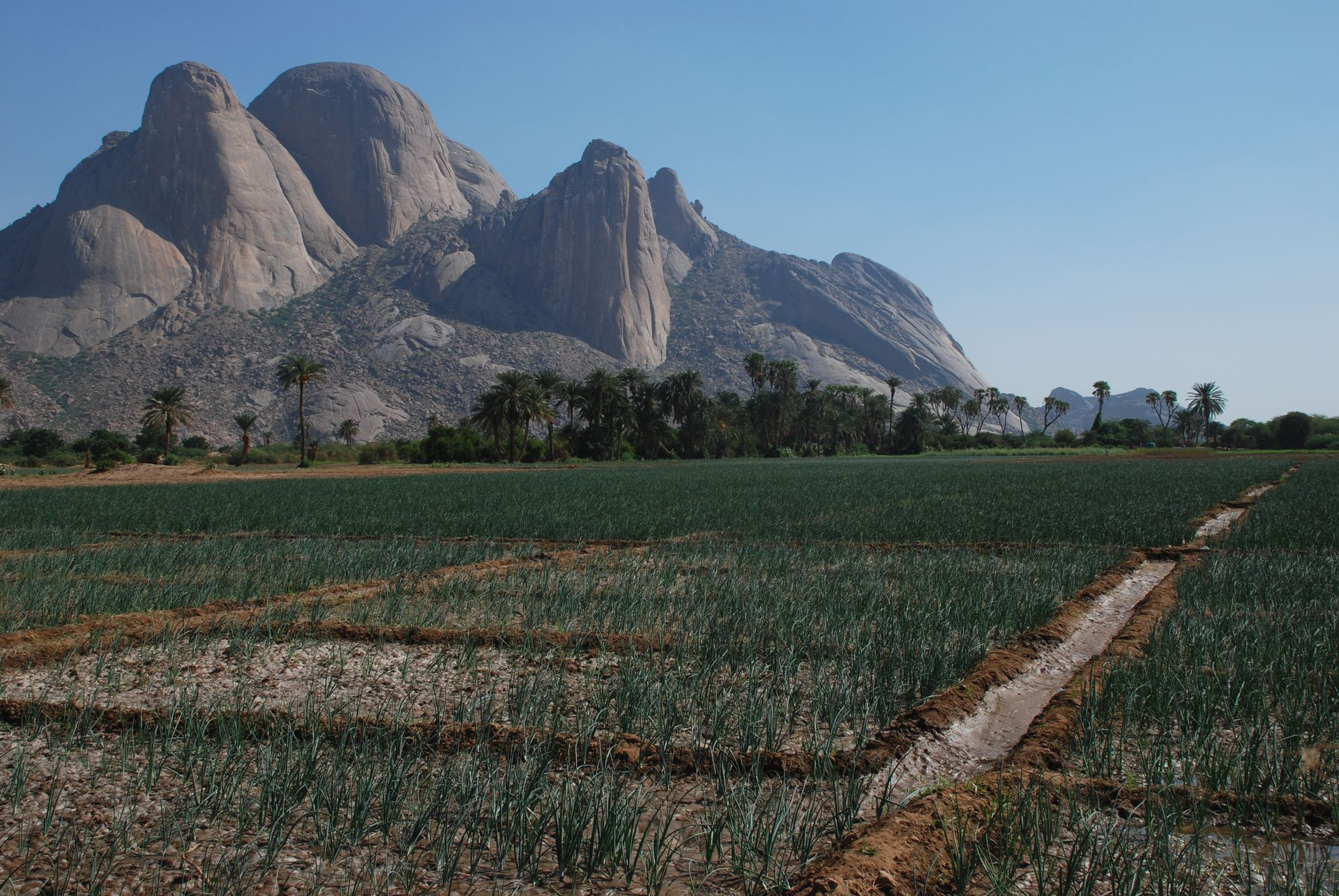
أحد حقول البصل بالقرب من جبال توتيل في كسلا

### الزراعة
تمتاز كسلا بوقوعها في وسط إقليمٍ زراعي وفير الإنتاج، وتعتبر مورداً مهماً لكثيرٍ من المواد الغذائية للمناطق المحيطة بها.
تشغل المناطق الزراعية في مدينة كسلا مساحة كبيرة داخل حدود المدينة وتقع على مسافات قريبة جداً من المناطق السكنية وهو وضع تنفرد به كسلا عن المدن الأخرى في السودان.
تنتج كسلا في بساتينها المعروفة بالسواقي (مفردها ساقية)العديد من المحاصيل البستانية كالموز والحمضيات والمانجو وغيرها من الفواكه، كما تتم زراعة الخضروات خاصة البصل.

### التجارة والخدمات
كسلا مدينة حدودية بالدرجة الأولى حيث تزدهر فيها تجارة الحدود مع المدن والبلدات الإريترية القريبة كما تقدم لأفراد تلك المناطق خاصة القريبة منها، مثل علي قدر وتسني الذين يزورونها لتلقي مختلف الخدمات بما في ذلك الخدمات الطبية.

### الصناعة
توجد في كسلا بعض الصناعات أهمها:
1. صناعة السكر
2. تعليب الفاكهة والأغذية والخضر وتجفيف البصل
3. وسينشئ قريبا مصنع للاسمنت
4. صناعات الصمغ العربي[8]

### الرعي وتربية الحيوان
تزخر كسلا بثروة حيوانية هائلة حيث تربي قبائل البجة والرشايدة أجود سلالات الإبل والماشية.

## النقل والمواصلات

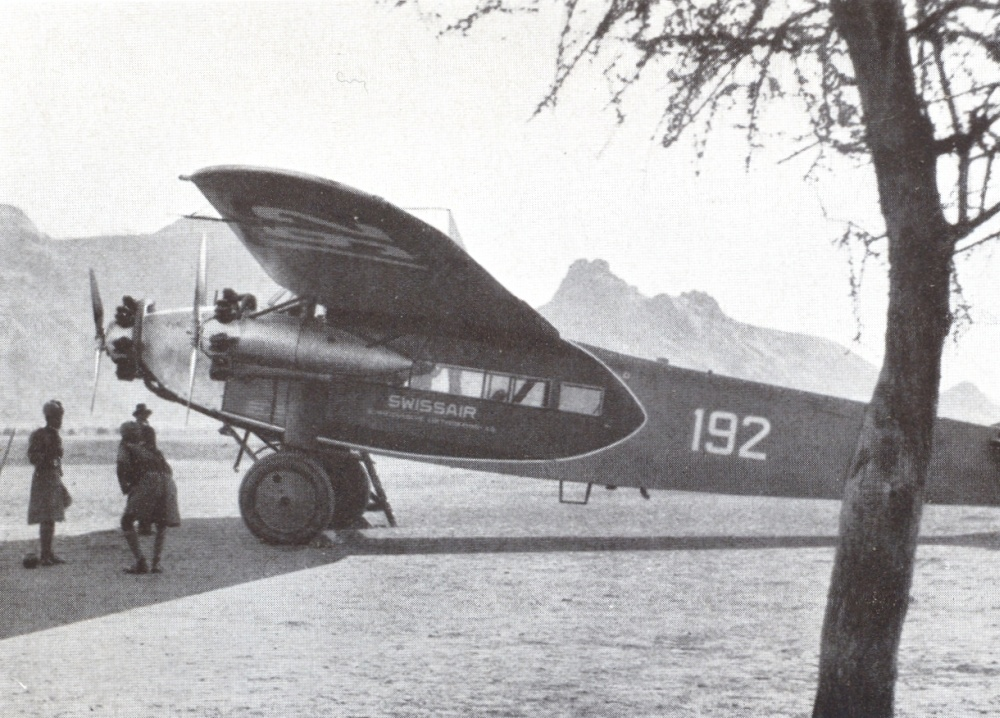
طائرة فوكر سويسرية في مطار كسلا في عام 1935 م بقياة رائد الطيران العالمي، السويسري الجنسية ولتر متلهولزر

وتعتبر كسلا مركز مواصلات مهم يربط المناطق الحضرية الأخرى في وسط السودان بميناء بورتسودان وشبكة من الطرق البرية، التي تمر عبرها أو تنطلق منها، فضلاً عن وجود طريق بري قاري وخط للسكة الحديدية منذ عهد الحكم الثنائي (معطل الآن) يربطانها بمدينة تسني الإريترية.
يوجد في كسلا مطاراً يحمل اسمها، يبلغ طول مدرجه الممهد بطبقة الأسفلت 509 متر أي 1671 قدم ورمزه في الاتحاد الدولي للنقل الجوي (أياتا) هو KSL وفي المنظمة الدولية للطيران (إيكاو) هو HSKA وتعمل فيه بشكل دوري كل من الخطوط الجوية السودانية وشركة افريكان ترانس في رحلاتها من كسلا إلى الخرطوم والعكس.
كما توجد خدمات الهاتف الثابت والمحمول، ورمز الهاتف الخاص بالمدينة هو 411 ومن خارج السودان 411 (249).

## كسلاونهر القاش

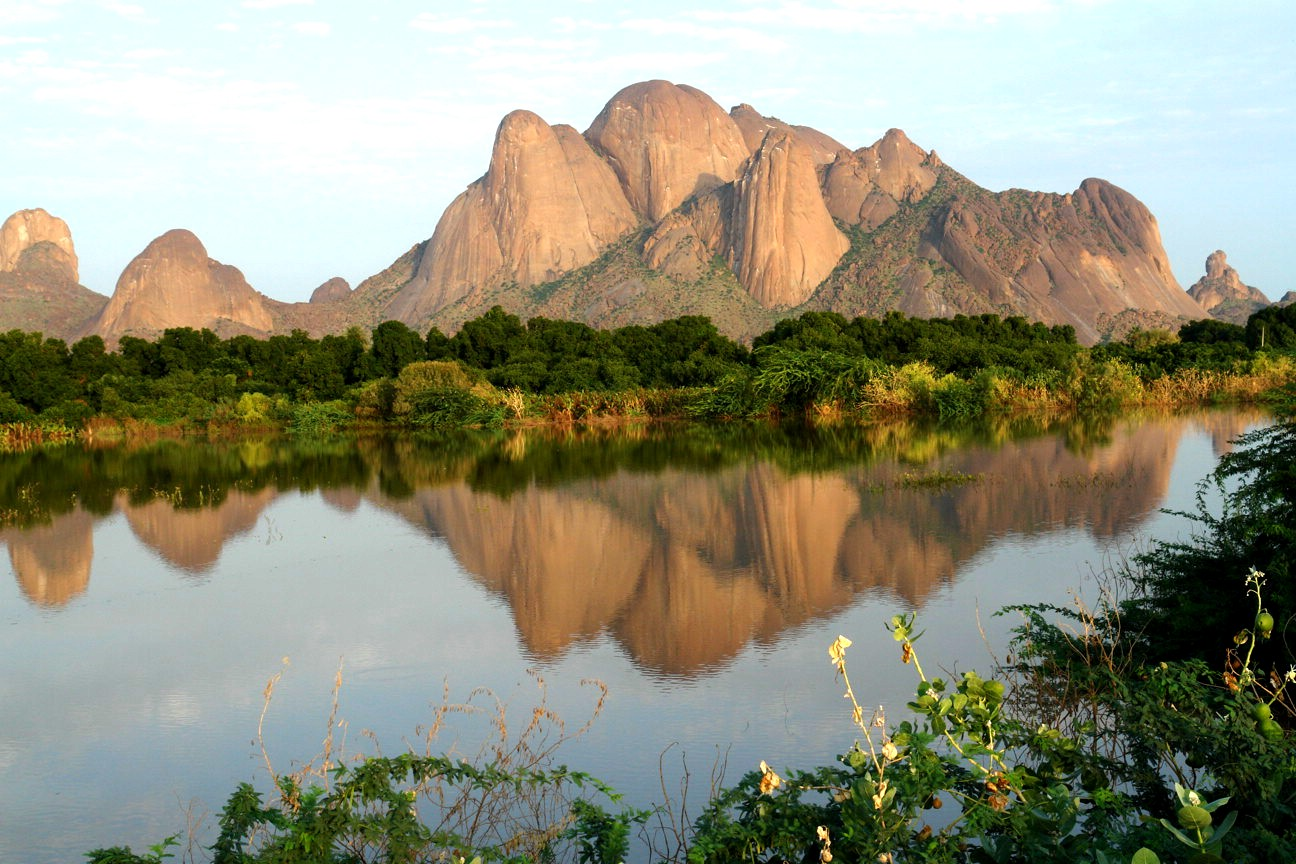
القاش هبة كسلا

يعتبر نهر القاش المورد المائي الرئيسي للمدينة ويرتبط ارتباطاً وثيقاً بنشاطها الاقتصادي ولكنه يشكل في الوقت نفسه خطراً عليها من حيث الكميات الضخمة من المياه والطمي التي يجلبها النهر في موسم الأمطار وتحدث فيضانات دورية مدمرة.
وقد تعرضت المدينة لكارثة طبيعية كبيرة في عام 2003م، عندما فاضت مياه نهر القاش على نحو شبهه البعض بالطوفان لتسببه في تدمير نصف أبنية المدينة وبنياتها الأساسية تقريباً، خاصة في أحياء الحلنقة بامتداداتها الكبيرة حتى أقصى شمال المدينة، وحي الميرغنية وأجزاء من منطقة غرب القاش، بالإضافة إلى وسط المدينة حيث تتركز الدواوين الحكومية والسوق الكبيرة، ولكن كان لهذا الفيضان القدح المعلى في تغيير ملامح المدينة حيث تمت إعادة تشييد الأحياء المتضررة بطرق حديثة استخدمت فيها مواد الأسمنت المسلح الثابتة بدلاً من مواد البناء المحلية التي كانت تستخدم سابقاً كالقش وفروع الأشجار والطين.

## المقومات السياحية
تمتاز كسلا بتنوع وتعدد المواقع السياحية منها:
- جبل التاكا
- جبل كسلا
- نهر القاش الموسمي
- البساتين المخضرة والتي تسمى السواقي (مفردها ساقية)
- جبال توتيل
- جبل مكرام
- ضريح الميرغني
- الضواحي الهادئة
- ينبوع توتيل
- عدة متنزهات منها منتزهات البستان، وسط المدينة، 42، المورينجا، الريفيلا وسراي تمنتاي
- منتجع الرميلا
- الكورنيش

## التركيبة السكانية

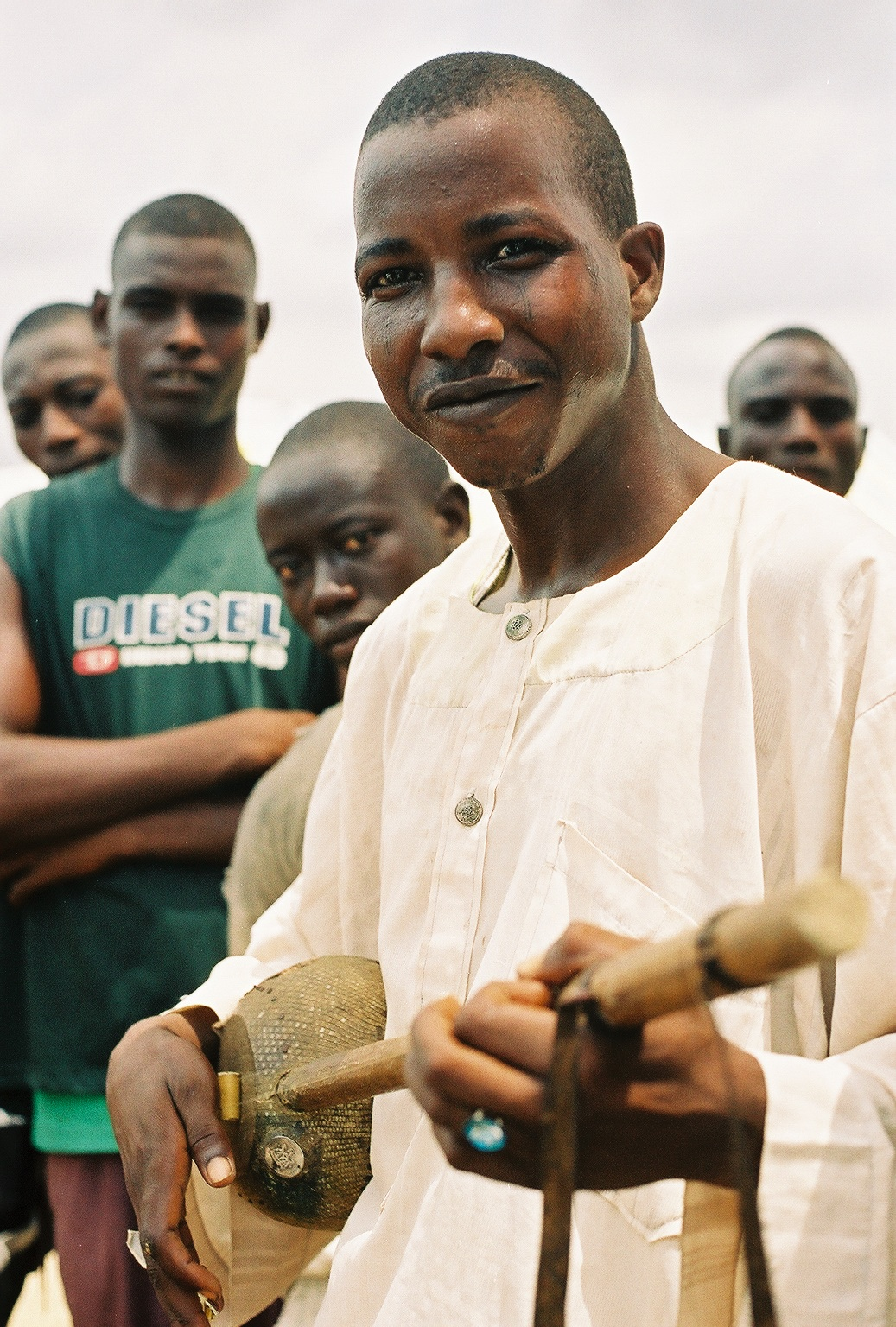
عازف رباب من الهوسا

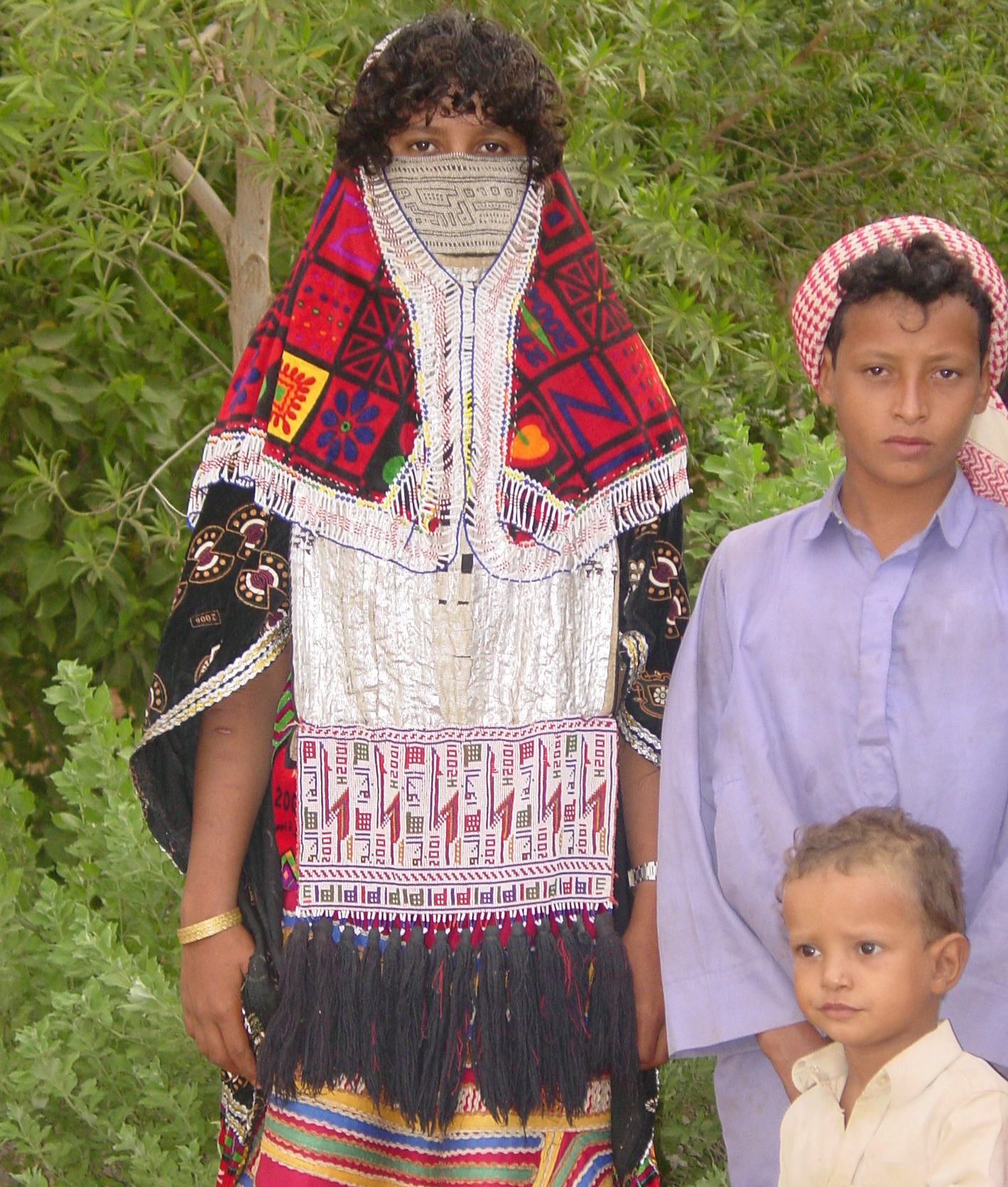
اطفال الرشايدة

كسلا مدينة تتعدد فيها الأعراق والقبائل لأنها مدينة عبور وتلاقي لهجرات الإنسان من أواسط القارة الأفريقية ونحو ساحل البحر الأحمر ومن مرتفعات الحبشة ونحو سهول السودان، ومن أبرز المجموعات القبلية والأثنية في كسلا: والهدندوة والحلنقة والرشايدة والشكرية والبوادرة واللحويين والجعليين والرباطاب والشايقية والحمران والفلاتة والضبانية والهوسا والإيليت والبازا والبني عامر وسبدرات ومليتكناب وارتيقا وغيرهم. وقد شكل اللاجئون الأريتريون والإثيوبيون الذين توافدوا إليها منذ ستينيات القرن الماضي بسبب الحروب والأوضاع السياسية والجفاف في اريتريا وإثيوبيا حتى بلغ عددهم حوالي 160 ألف (عام 2010 م) جزء من التركيبة السكانية في كسلا، ومنذ ثمانينيات القرن الماضي هاجرت إليها أعداد كبيرة من سكان جنوب السودان وجبال النوبة ودارفور بسبب الأوضاع الأمنية المتدهورة في مناطق سكناهم.
يحيط بكسلا عدد من القرى الصغيرة مثل ود شَرِيفَيْ والِجيرَة واللَّفَة في السودان وسَبْدرات وتمَرَات وثلاثة عشر وعلي قِدِر في إريتريا، إضافة إلى التجمعات المتنقلة للرعاة من قبائل بني عامر والرشايدة وغيرهم.
جدول يبين النمو السكاني في كسلا منذ استقلال السودان
| السنة        | عدد السكان |
| ------------ | ---------- |
| 1956 --      | 40.600     |
| 1973 (تعداد) | 99.652     |
| 1983 (تعداد) | 142.909    |
| 1993 (تعداد) | 234.622    |
| 2010 (تقدير) | 536.009    |

## التعليم
تعتبر كسلا واحدة من المدن السودانية التي عرفت التعليم منذ عصور قديمة، فإلى جانب المدارس القرآنية التي انتشرت في المنطقة منذ ممالك العصور الوسطى كمملكة سنار التي حكمت المنطقة، تأسست في كسلا واحدة من أول خمس مدارس للتعليم النظامي تم تأسيسها في عواصم مديريات السودان وشملت الخرطوم، وبربر، ودنقلا، والأبيض.
وتتميز كسلا بنخبتها التعليمية وبالمستوى الرفيع للتعليم فيها، ففي عام 2011م، أحرز أحد طلاب مدارسها الثانوية أعلى نسبة نجاح في الشهادة الثانوية السودانية على مستوى القطر ونال بذلك المرتبة الأولى، وإلى جانب المدارس العديدة توجد جامعة كسلا
التي تضم العديد من الكليات والمعاهد المتخصصة على مختلف فروع المعرفة.

## الفن والأدب والسياسة
تعتبر كسلا من الروافد الأساسية لحركة الفن والثقافة والأدب في السودان فمنها خرج الكثير من الأدباء والمفكرين والشعراء والفنانين والممثلين والوزراء وغيرهم، فمن هؤلاء:
الأدباء
- البروفسور عبد الله الطيب أستاذ اللغة العربية، الذي درس في خلوة مالك، في حي الحلنقة والتي كانت مقصداً للطلاب من كافة أنحاء السودان ودولة إريتريا المجاورة
- الشيخ المربي والداعية محمد سيد حاج
- الشيخ محمد الأمين إسماعيل
- الشيخ القارئ الدكتور احمد محمد طاهر
- الصاغ محمود أبوبكر شاعر الأغنية الوطنية الشهيرة في السودان «صه يا كنار وضع يمينك في يدي»
- إسحاق الحلنقي، واحد من شعراء القصيدة الغنائية البارزين في السودان
- محمد عثمان كجراي، شاعر سوداني شهير
- عثمان حاج علي، شاعر قصيدة «أنا المكفوف» التي اتخذت شعارا لاتحاد عام مكفوفي السودان
- أحمد حاج علي، شاعر قصيدة «أرض الحبايب يا رمز المحنة» التي كتبت عن كسلا وتغنى بها الفنان السوداني عبد العظيم حركة
- حسان أبوعاقلة أبوسن، شاعر سوداني
- أبو آمنة حامد، أحد الشعراء السودانيين البارين وشاعر قصيدة «سال من شعرها الذهب»، التي تغنى بها الفنان صلاح بن البادية
- روضة الحاج، من أبرز الشعراء السودانيين المعاصرين
- عبد العزيز بركة ساكن روائي

### الفنانون المطربون
- التاج مكي
- عبد العظيم حركة
- إبراهيم حسين

### السياسيون والوزراء
- الدكتور حسن الترابي، زعيم حزب المؤتمر الشعبي
- حسن شيخ الصافي المحامي، وزير سابق
- إبراهيم محمود حامد، وزير داخلية
- مبروك مبارك سليم الرشيدي، وزير سابق، قائد حزب الأسود الحرة
- محمود محمد طه، زعيم الحزب الجمهوري

### الرياضيون
- محمد حسين كسلا، لاعب كرة قدم
- مهند الطاهر، لاعب كرة قدم
- عمار مرق، لاعب كرة قدم
- نزار حامد، لاعب كرة قدم

كتبت عن المدينة قصائد عديدة جداً تغني ببعضها مطربون كبار في السودان مثل، قصيدة «كسلا» التي تغنى بها الفنان عبد الكريم الكابلي للشاعر توفيق صالح جبريل التي قال فيها:
كسلا اشرقت بها شمس وجدي
فهي في الحق جنة الإشراقِ
وابنة القاش إن سرى الطيف وهنا
واعتلى هائماُ فكيف لحاقِ
... ...
كان صبحا طلق المحيا نديا
إذ حللنا جنة العشاقِ
ظلت الغيد والقوارير صرعى بتن في إطراقِ 
```
كما ارتبط اسم كسلا بقصة تاجوج والمحلق التي تعتبر واحدة من أبرز قصص 
التراث
 الإنساني في 
السودان
 وهي اشبه بقصة 
مجنون ليلى
 قيس في 
الأدب العربي
 
وروميو وجوليت
 في 
الأدب الإنجليزي
 وقد تم تصويرها في فيلم سينمائي بالسودان.
[
15
]
```

## الرياضة
توجد في كسلا مجموعة من الاندية الرياضية كنادي الميرغني والنادي الأهلي ونادي التاكا الرياضي ونادي القاش، إضافة إلى فريق التحدي الموجود في قرية فاتو وفريق نادي الفلاح. يعتبر نادي الشباب هو أول الاندية الرياضية التي تم انشاءها في كسلا في ثلاثينيات القرن العشرين.

## مدن توأمة
- مدينة بورتسودان
- مدينة القضارف

## صور من كسلا

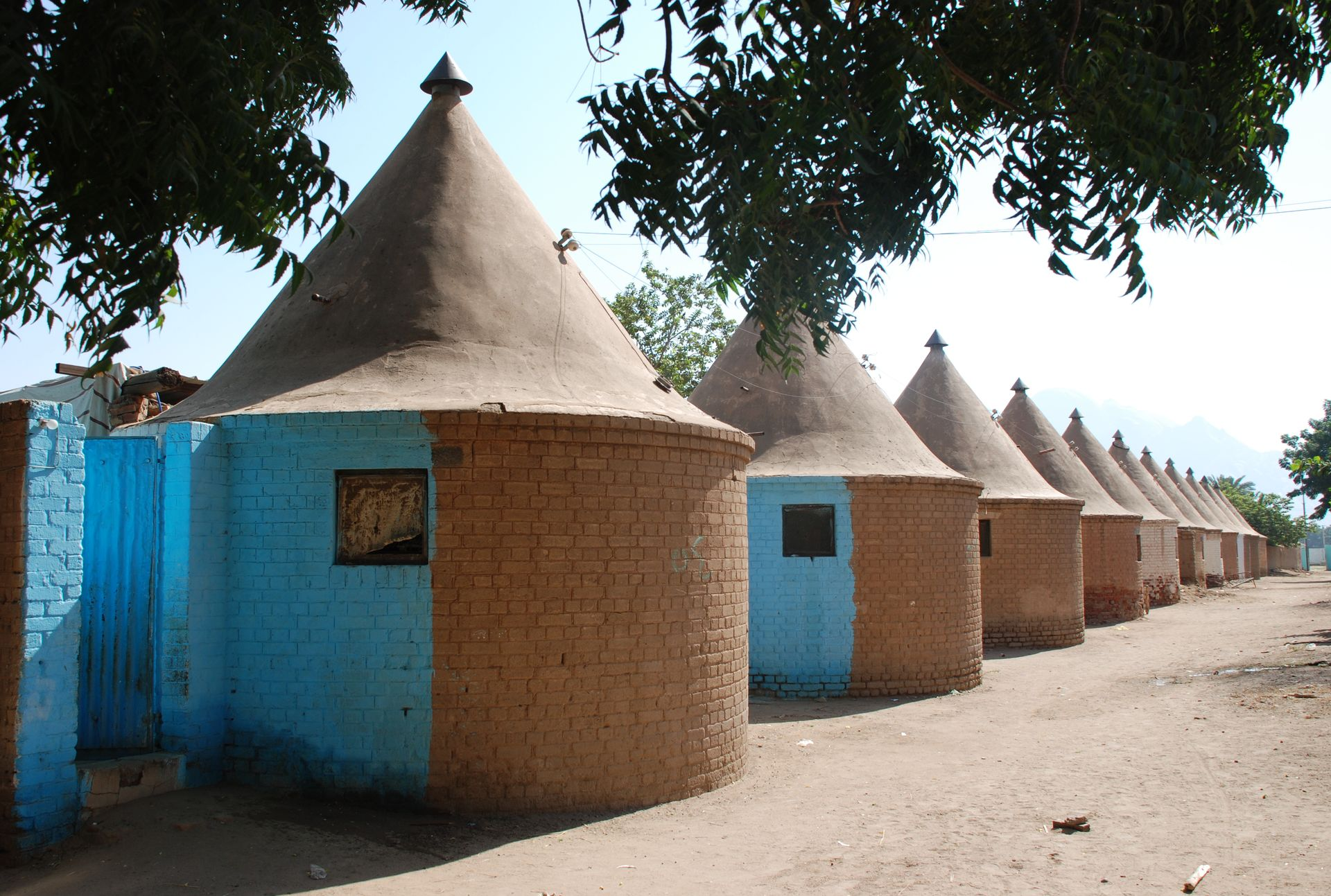
بيوت مخروطية الشكل في محطة السكك الحديدية
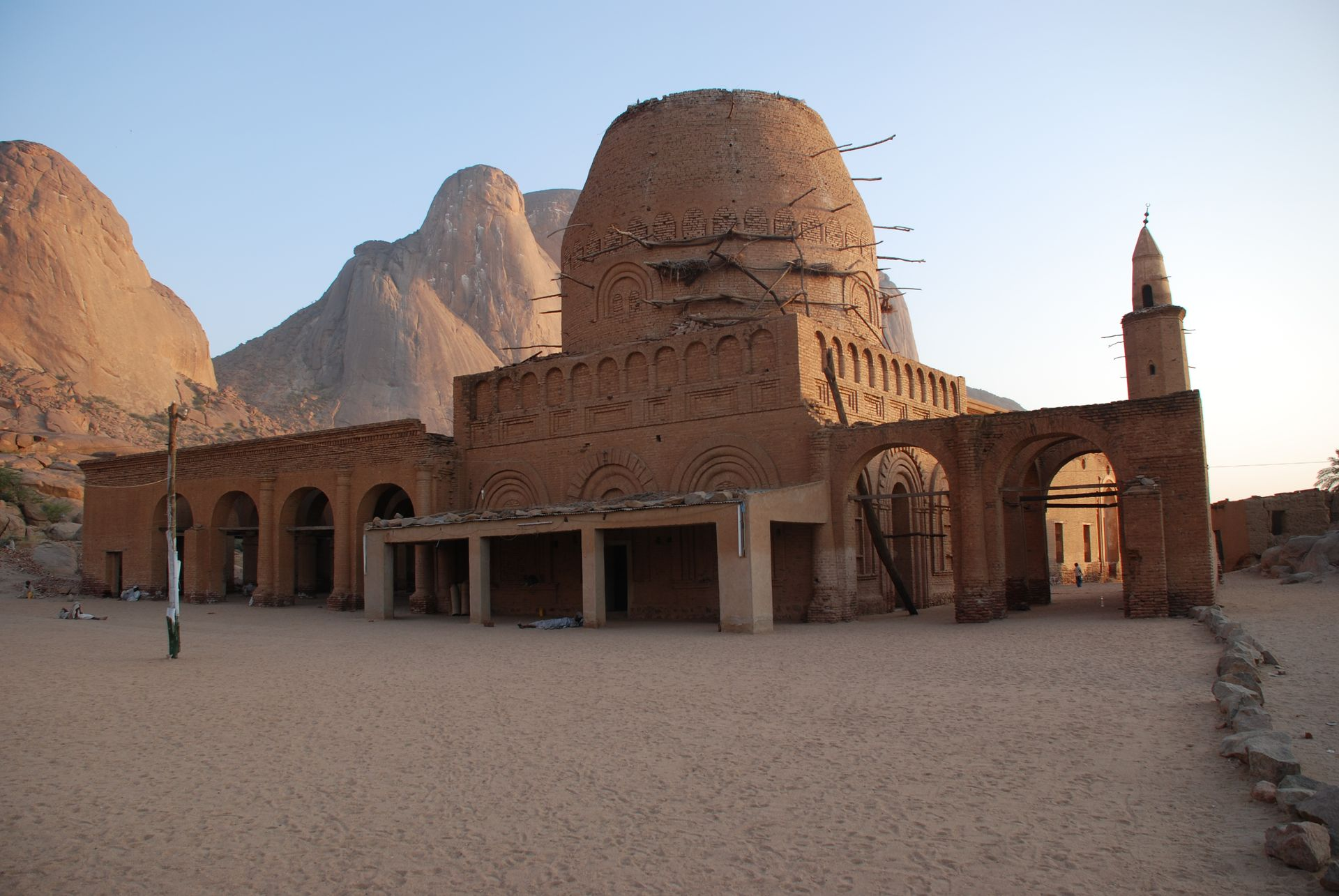
ضريح سيدي الحسن الميرغني
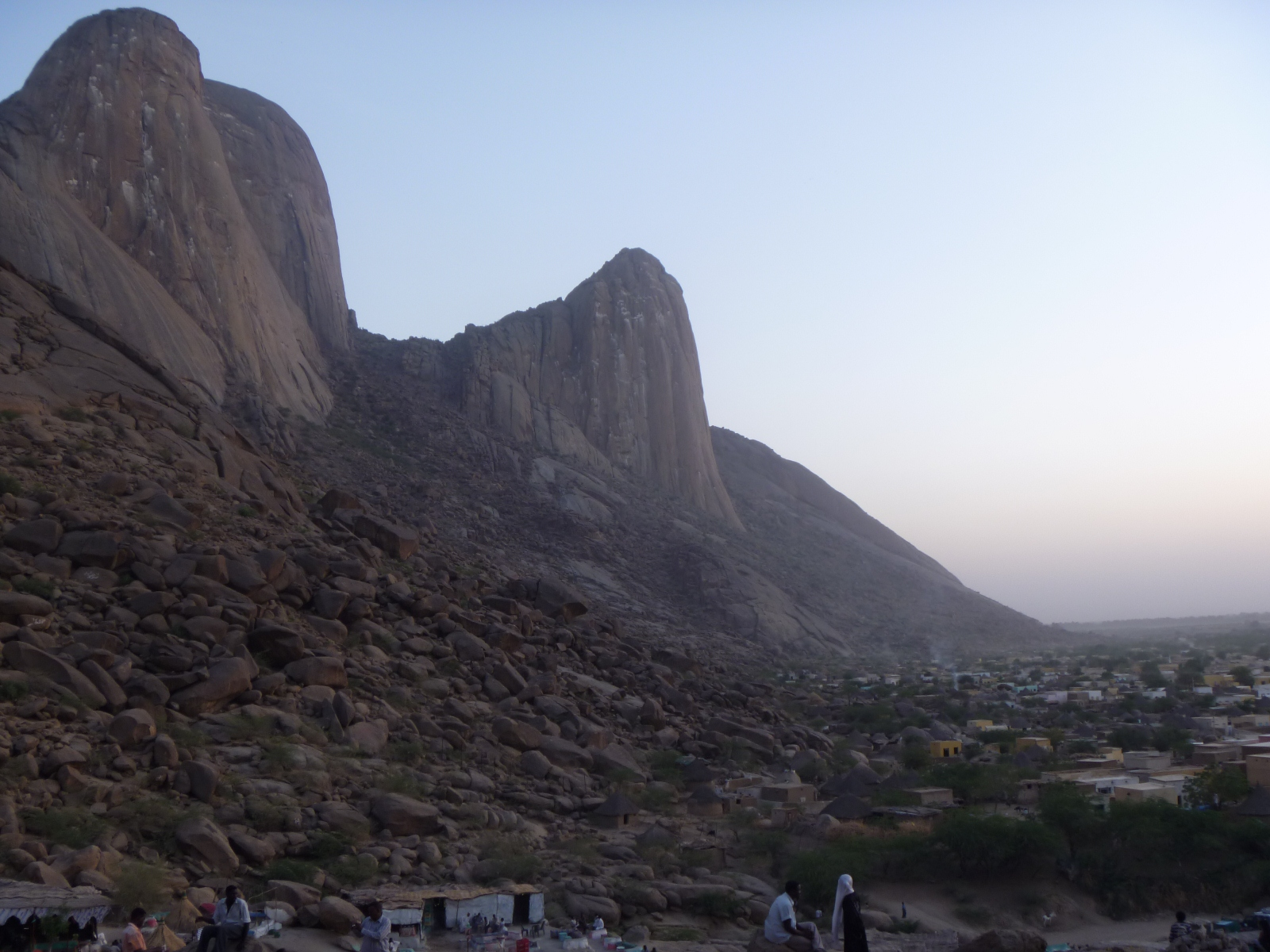
منظر جانبي لجبل توتيل
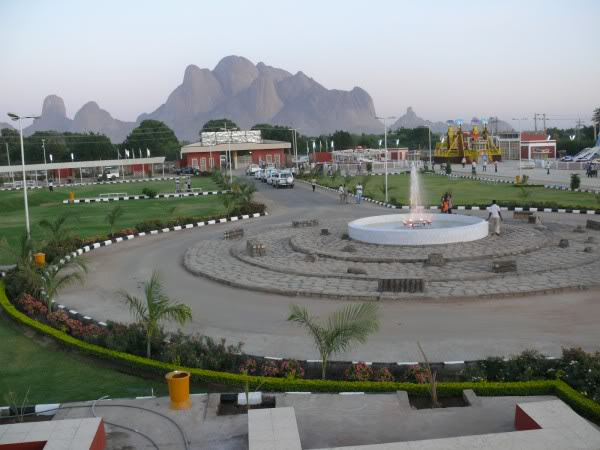
نافورة وسط كسلا
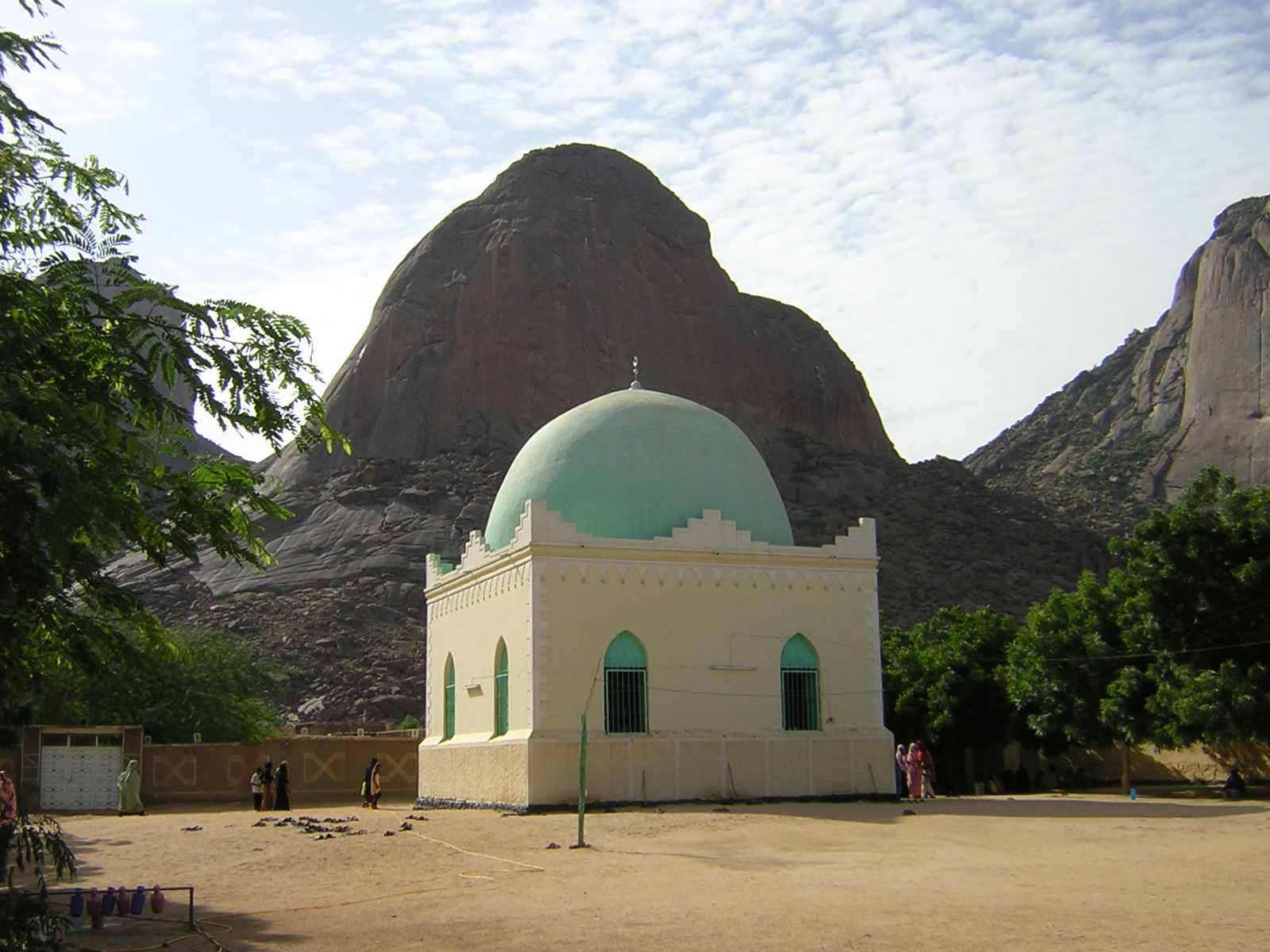
جبل توتيل
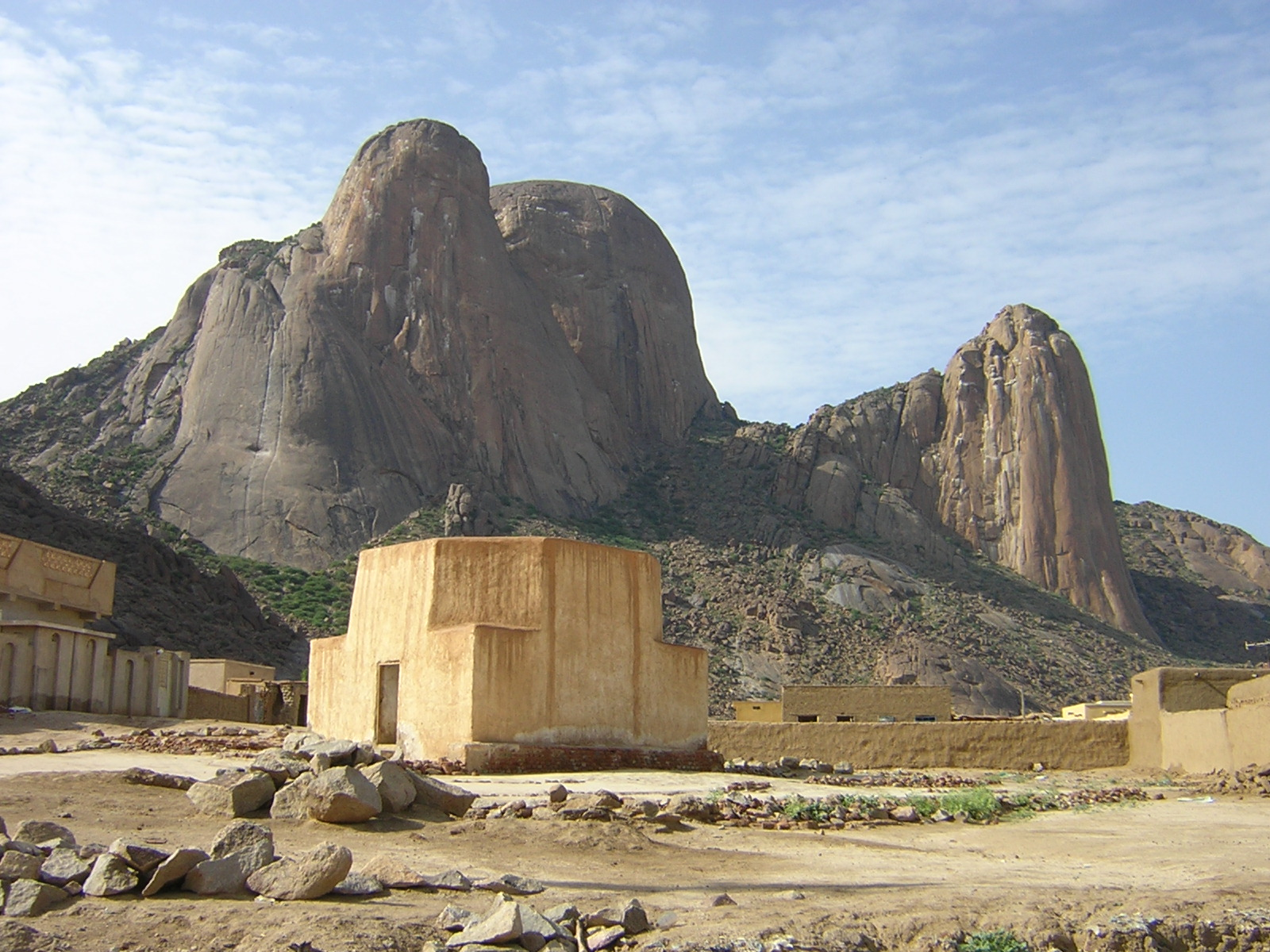
جبل التاكا
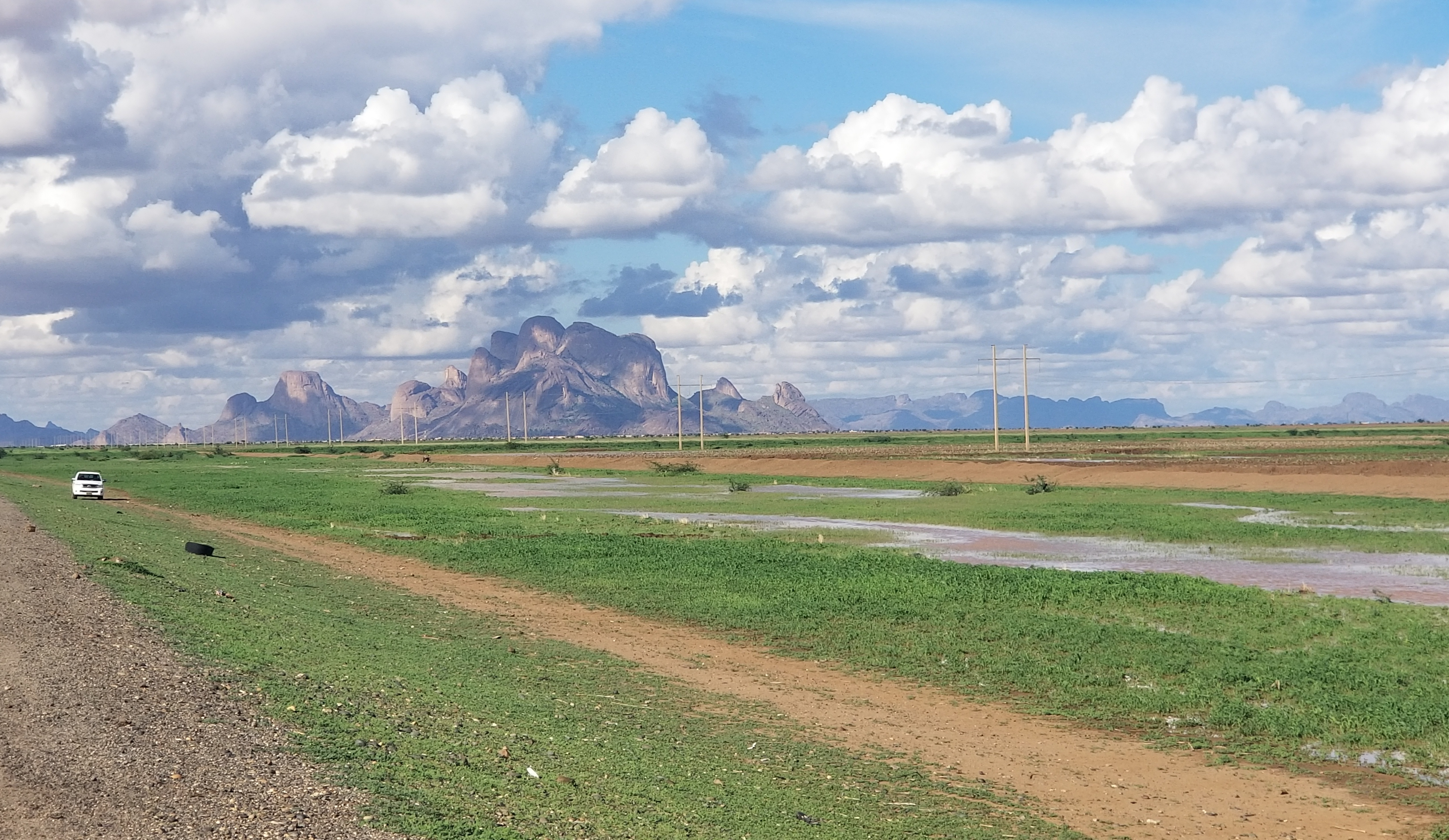
إطلالة جبل توتيل

## هوامش
- "Italian victory in Africa; Defeat of the Mahdists and capture of Kassala". نيويورك تايمز. 20 يوليو 1894. مؤرشف من الأصل في 2016-08-19. اطلع عليه بتاريخ 2009-05-13.
- Cumming, D. C. The History of Kassala and the Province of Taka -Part II, Sudan Notes and Records Volume 23، Khartoum :1940
- السودان Vision Interviews Leaders of Eastern Tribe (Halanga)، June 29 @ 09:27:49 UTC, Topic: Main News
- Library of Congress – Federal Research Division Country Profile: Sudan, December 2004